# Грозовая энергетика

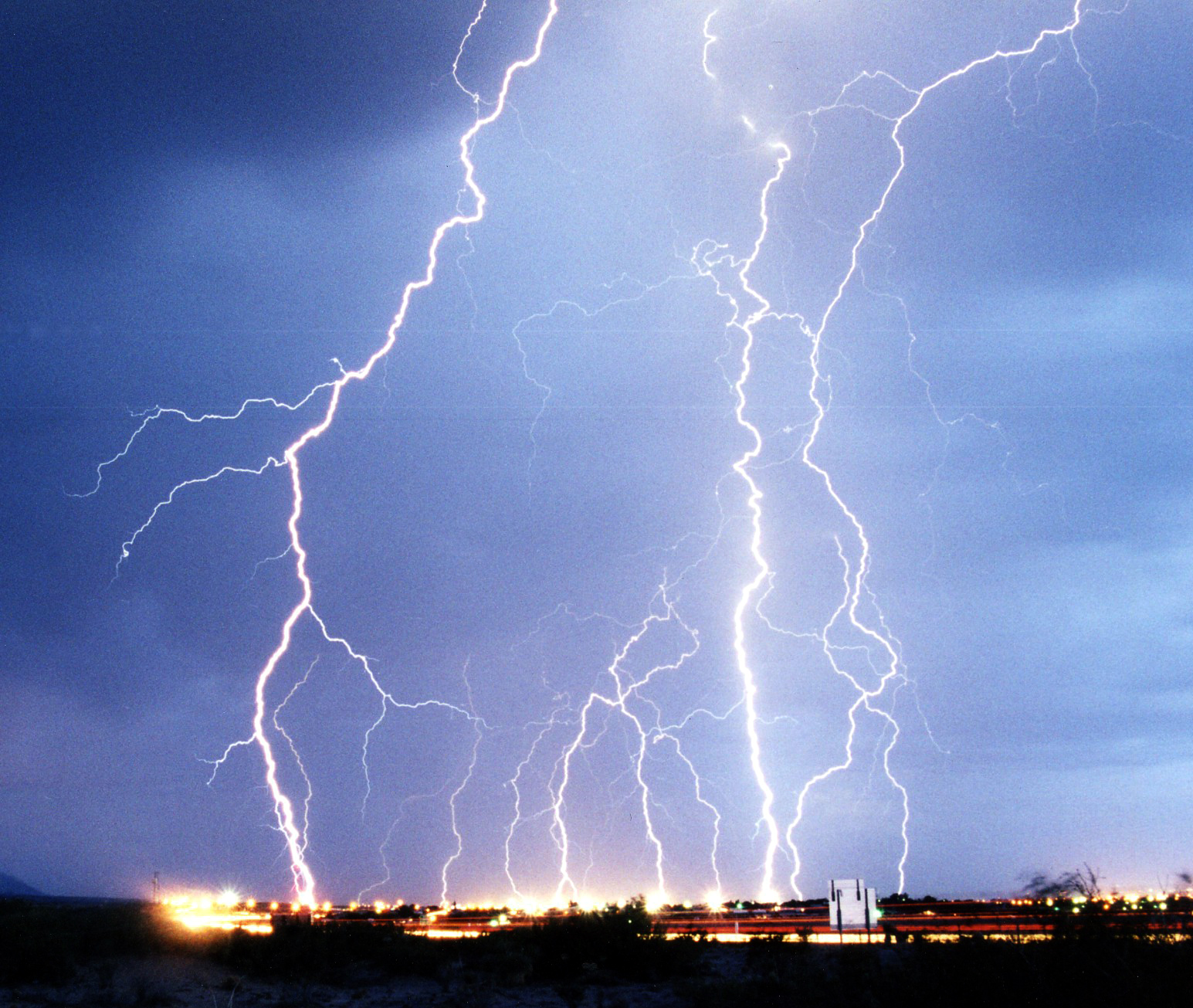

Грозовая энергетика — это способ получения энергии путём поимки и перенаправления энергии молний в электросеть. Данный вид энергетики предполагает использовать возобновляемый источник энергии и относится к альтернативным источникам энергии.

## Экспериментальные установки
Компания Alternative Energy Holdings 11 октября 2006 года объявила об успешном развитии прототипа модели, которая может продемонстрировать возможности «захвата» молнии для дальнейшего её превращения в электроэнергию.  Также компания сообщила, что окупаться такая установка будет за 4—7 лет, молниевые фермы смогут производить и продавать электроэнергию по цене всего 0,005 долл. за киловатт-час, что значительно дешевле производства энергии с помощью современных источников.

## Исследования грозовой активности

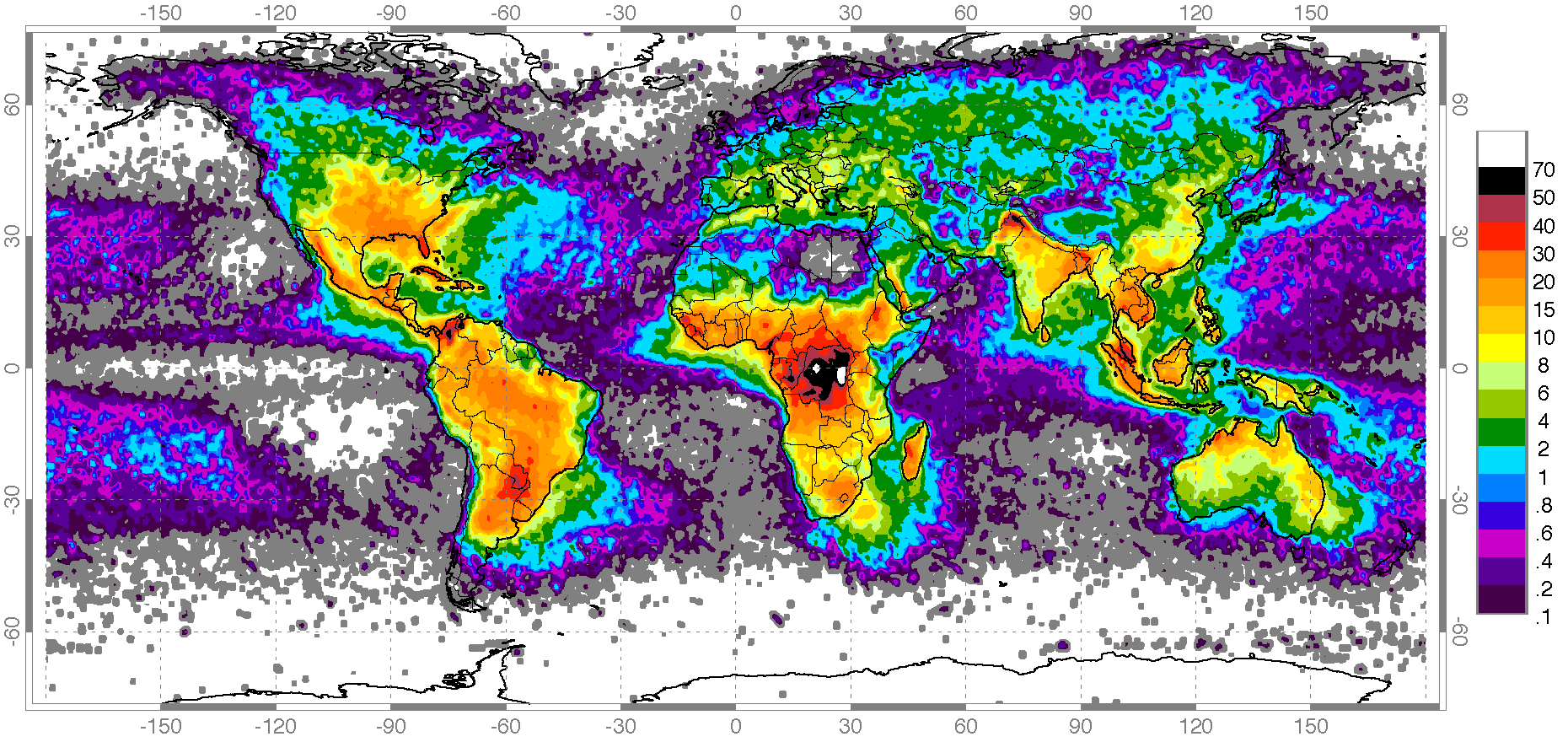
Глобальная карта частоты молний. Шкала сбоку показывает количество молний в год на каждый квадратный километр

В 2006 году специалисты, работающие со спутником NASA «Миссия измерения тропических штормов», опубликовали данные по количеству гроз в разных регионах планеты. По данным исследования стало известно, что существуют районы, где в течение года происходит до 70 ударов молний в год на квадратный километр площади.

## Проблемы грозовой энергетики
Молнии являются не очень надёжным источником энергии, так как заранее нельзя предугадать, где и когда случится гроза.
Ещё одна проблема грозовой энергетики состоит в том, что разряд молнии длится доли секунд и, как следствие, его энергию нужно запасать очень быстро. Для этого потребуются мощные и дорогостоящие конденсаторы.
Молния является сложным электрическим процессом и делится на несколько разновидностей: отрицательные — накапливающиеся в нижней части облака и положительные — собирающиеся в верхней части облака. Это тоже надо учитывать при создании молниевой фермы.